# NGC 266
NGC 266 је спирална галаксија у сазвежђу Андромеда која се налази на NGC листи објеката дубоког неба.
Деклинација објекта је + 32° 16' 39" а ректасцензија 0h 49m 47,8s. Привидна величина (магнитуда) објекта NGC 266 износи 11,8 а фотографска магнитуда 12,6. NGC 266 је још познат и под ознакама UGC 508, MCG 5-3-9, CGCG 501-22, IRAS 00471+3200, PGC 2901.